# Внутрішньосудинне ультразвукове дослідження

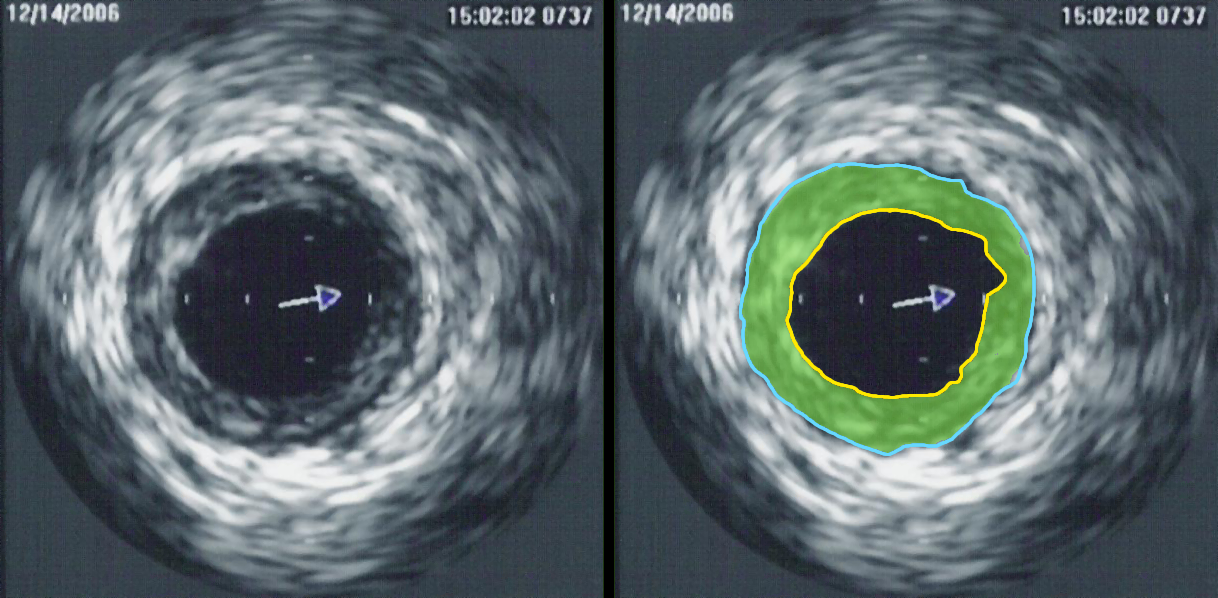
Отримана за допомогою ВСУЗД візуалізація коронарної артерії (зліва), з кольорової розміткою справа, що розмежує просвіт (жовтий), зовнішню еластичну мембрану (голубий) і атеросклеротичну бляшку (зелений). Ступінь стенозу визначається як площа просвіту (жовтий), поділена на площу зовнішньої еластичної мембрани, і помножена на 100. Якщо бляшка буде збільшуватися, просвіт зменшуватиметься і ступінь стенозу зростатиме.

Внутрішньосудинне ультразвукове дослідження (ВСУЗД, англ. IVUS) — метод медичної візуалізації за допомогою спеціального внутрішньосудинного катетера з мініатюрним ультразвуковим датчиком на дистальному кінці. Метод дозволяє за допомогою ультразвукових технологій візуалізувати кровоносні судини зсередини.
Найчастіше за допомогою ВСУЗД візуалізуються коронарні артерії.
Точна кількісна оцінка і детальний якісний аналіз стану коронарних артерій, здійснювані за допомогою внутрішньосудинного ультразвукового методу, дозволяють оцінити ступінь атеросклерозного ураження і вибрати найбільш оптимальний метод лікування. Цей метод допомагає в складних діагностичних ситуаціях, коли за даними рентгеноконтрастної ангіографії не можливо відповісти на всі питання, що стосуються морфології коронарного русла. Вутрішньосудинне ультразвукове дослідження коронарних артерій дає важливу додаткову інформацію в 20% випадків, а у ряді випадків грає вирішальну роль у визначенні подальшої тактики ведення хворого, не зважаючи на відносну дороговизну застосування методу.

## Методика
Лікар вводить через агіографічний катетер в кровоносну судину кінчик провідника довжиною близько 135 см, як правило, діаметром 0,36 мм (0,014"), з дуже м'яким і піддатливим наконечником. Наконечник ультразвукового катетера позиціонується під агіографічним контролем у ділянці судини, яка має візуалізуватися.
Робоча частота дослідження зазвичай становить 20-40 МГц. У наконечнику катетера знаходиться блок трансдюсера, що випромінює та сприймає відбиті ультразвукові хвилі. Через кабель передачі даних ця інформація надходить до системного блоку УЗ-апарату. Він створює зображення поперечного перерізу судини навколо катетеру у режимі реального часу (зазвичай з частотою 30 кадрів/сек). Протягом всього дослідження відбувається запис даних. Проводиться одночасний моніторинг ЕКГ.
Після закінчення дослідження проводиться атракція катетеру зі швидкістю не більше 0,5-1 мм/с, при дослідженні стовбура лівої коронарної артерії — не більше 0,25 мм/с. Вона може проводитися за допомогою спеціального пристрою, або вручну.
Внутрішня стінка кровоносних судин, склеротична бляшка на стінці і сполучна тканина, що покриває зовнішню поверхню кровоносних судин є ехогенними, тобто видимими для ультразвуку. Кров і здорова м'язова тканина (частина стінки кровоносних судин) значною мірою поглинають ультразвук і при візуалізації дають просто чорні кола.
Важкі відкладення кальцію в стінках кровоносних судин сильно відбивають звук, тобто дуже ехогенності, і при УЗД виглядають як дуже яскраві ділянки з тінню позаду (відповідно до положення катетера, що випромінює ультразвукові хвилі).

## Порівняння з агніографією

### Переваги
- Метод ВСУЗД дозволяє візуалізувати не тільки просвіт судини, а й атеросклеротичне ураження «приховане» в стінці судини

### Недоліки
- Більший час процедури ВСУЗД
- Процедура ВСУЗД інтервенційна, може проводитися тільки спеціально кваліфікованим персоналом
- Висока вартість обладнання

## Апаратура
Система для ВСУЗД включає в себе центральний процесор, контрольну консоль, монітори, модуль інтерфейсу пацієнта, контролер стола для пацієнта. Система встановлено в ангіографічній лабораторії.

### Датчики
Використовується два типи конструкції датчиків для ВСУЗД:
- Механічний - має один п'єзоелемент, що обертається зі швидкістю 30 об/сек за допомогою приводного вала, який передає обертовий момент від додаткового блоку системи. Зазвичай працює на частоті 40 МГц. Створює реальне ультразвукове зображення.

Нерухомий датчик для ВСУЗД

- Нерухомий - має, як правило, 64 п'єзоелемента, розташованих навколо голівки катетера та керованих електронно. Зазвичай працює на частоті 20 МГц. Через велику кількість окремих зображень (з кожного елемента трансдюсера) і методи інтерполяції, що застосовуються для їх зведення, зображення називають синтетичним.

## Використання в Україні
В Україні використовується в ІССХ ім. Амосова.